# Manuel Leindekar
Manuel Leindekar Virginio (Uruguay, 23 de abril de 1997), más conocido como Manuel Leindekar, es un jugador profesional uruguayo de rugby que se desempeña en la posición de segunda línea en Oyonnax Rugby, equipo perteneciente a la liga Pro D2.

## Carrera
Leindekar comenzó a jugar rugby en Old Boys, con sede en British Schools, Montevideo.
En 2016, se mudó a Francia para jugar con Oyonnax Rugby, en el cual jugó seis temporadas (2016-2022) y obtuvo el estatus de jugador de formación francesa (JIFF). Después pasó a Aviron Bayonnais, donde jugó dos temporadas, en 2024 regresó a Oyonnax Rugby.